# Nicolau Neto Carneiro Leão

Armas do barão de Paraná, as mesmas das famílias Neto (1.º e 4.º quartéis) e Carneiro (2.º e 3.º quartéis).

Nicolau Neto Carneiro Leão, primeiro e único barão de Santa Maria, (Minas Gerais, 1824 – Tiradentes, 16 de dezembro de 1894) foi um militar e proprietário rural brasileiro, cujas terras concentravam-se na região de Piraí.
Filho do importante estadista do Segundo Reinado, Honório Hermeto Carneiro Leão, marquês de Paraná, e de Maria Henriqueta Neto. Era irmão de Henrique Hermeto Carneiro Leão, barão de Paraná, e de Maria Henriqueta Carneiro Leão, que se casou com Jerônimo José Teixeira Júnior, visconde do Cruzeiro. Casou-se com Rita Clara de Oliveira Roxo, filha de Matias Gonçalves de Oliveira Roxo, primeiro barão de Vargem Alegre. Tiveram quatro filhos, entre eles Joaquina Clara Carneiro Leão, que se casou com seu primo Matias Gonçalves de Oliveira Roxo, barão de Oliveira Roxo. 